# Gadopsis
Gadopsis is een geslacht van straalvinnige vissen uit de familie van de zaagbaarzen (Percichthyidae).

## Soorten
- Gadopsis bispinosus Sanger, 1984
- Gadopsis marmoratus Richardson, 1848